# Colourblind
Colourblind è un film del 2019 diretto da Nathan Hill.

## Trama
L'investigatore privato Jaffy Rotunda viene assunto per pedinare Sia, una giovane sospettata di avere intenzioni suicide. Nel frattempo, Mrs. Baxter, la madre di Sia, assume un altro investigatore privato per svolgere lo stesso lavoro di Jaffy. Inaspettatamente tra Jaffy e Sia scoppia l'amore ed i due diventano una coppia. Il loro rapporto è però messo a rischio dall'interferenza della madre di Sia e dal fatto che Jaffy intende rivelare alla donna che era stato assunto per spiarla.